# Старе (селище)
Старе (до 2016 року — Червоний Прапор) — селище в Україні, у  Кадіївській міській громаді Алчевського району Луганської області. Населення становить 1119 осіб. До 2020 року орган місцевого самоврядування — Червонопрапорська сільська рада.

## Історія
Селище засноване 1930 року. 
З 2014 року перебуває на тимчасово окупованій території України.
12 травня 2016 року Постановою Верховної Ради України селище Червоний Прапор перейменовано в Старе.
12 червня 2020 року, відповідно до розпорядження Кабінету Міністрів України № 717-р «Про визначення адміністративних центрів та затвердження територій територіальних громад Луганської області», селище увійшло до складу Кадіївської міської громади.
17 липня 2020 року, в результаті адміністративно-територіальної реформи та ліквідації Перевальського району, селище увійшло до складу Алчевського району.

## Населення
За даними перепису 2001 року населення селища становило 1119 осіб, з них 47,54% зазначили рідною українську мову, 52,19% — російську, а 0,27% — іншу.